# Christian Lassen
Christian Lassen (22. října 1800 Bergen – 8. května 1876 Bonn) byl norsko-německý orientalista a indolog.

## Kariéra
Christian Lassen počal své vysokoškolské vzdělání na Univerzitě v Christianii, následně se přestěhoval do Německa, kde studoval v Heidelbergu a poté v Bonnu, kde se naučil sanskrtu. Další tři roky strávil v Londýně a Paříži, v druhém z měst v roce 1826 společně s Eugènem Burnoufem vydal své první dílo, Essai sur le Pâli „Esej o pálijštině“. Následně se vrátil do Bonnu a věnoval se studiu arabštiny, v roce 1827 získal titul Ph.D., poté titul Privatdozent a v letech 1830 a 1840 se stal mimořádným, respektive řádným, profesorem staroindických jazyků a literatury. Před svou smrti v roce 1876 trpěl po dlouhá léta slepotou.

## Dílo
Christian Lassen se zaměřoval především na sanskrtskou literaturu, v letech 1829 až 1831 společně s Augustem Schlegelem vydal kritickou edici Hitopadešy, se stejným autorem spolupracoval na překladu prvních dvou zpěvů Rámajány. Jeho další dílo, Anthologia Sanscritica z roku 1837, výrazně přispělo k zájmu o sanskrt na německých univerzitách. Jeho nejvýznamnějším dílem jsou Indische Altertumskunde „Indické starožitnosti“ vydané ve čtyřech svazcích mezi lety 1847 a 1861. Podílel se také na rozluštění staroperského klínopisu a baktrijštiny, přispěl i k výzkumům dalších indoevropských jazyků: umbrijštiny, lýkijštiny a balúčštiny; a drávidského jazyka bráhujštiny.
Christian Lassen byl společně s Augustem Schlegelem autorem, jehož dílo v němčině popularizovalo termíny Arier „Árijec“ a arische „árijský“. Lidé árijské rasy byli podle jeho názoru plavovlasí, modroocí, s úzkými rovnými nosy, rovným profilem a dlouhou lebkou a v Indii stáli v opozici vůči „tmavým“ Drávidům. V druhém bodě navazoval na hypotézu skotského misionáře Johna Stevensona, podle které se Árijci, když dorazili do Indie, setkali s divošským domorodým obyvatelstvem. To z větší části vytlačili na jih Indie, ostatní zotročili a nakonec z nich vytvořili varnu zvanou šúdrové. Lassen zdůraznil, kromě lingvistických rozdílů mezi indoárjovskými a drávidskými jazyky, také rozdíly rasové mezi jejich mluvčími a interpretoval kastovní systém jako mechanismus ochrany před rasovým míšením. O něco později se stejná myšlenka objevila v Eseji o nerovnosti lidských ras Arthura de Gobineau. Lassen se dále domníval, že Árijci jsou společně se Semity, tedy především Židy a Araby, nejvyspělejší z lidských ras, přičemž obě naleží do větší „kavkazské“ rasy. Árijci však podle jeho názoru nad Semity vynikají uměleckým založením, láskou k řádu, tolerancí, svobodou myšlení a objektivitou.